# Lepidanthrax campestris
Lepidanthrax campestris är en tvåvingeart som först beskrevs av Daniel William Coquillett 1887.  Lepidanthrax campestris ingår i släktet Lepidanthrax och familjen svävflugor.
Artens utbredningsområde är Kalifornien. Inga underarter finns listade i Catalogue of Life.